# Opius danicus
Opius danicus är en stekelart som beskrevs av Fischer 1984. Opius danicus ingår i släktet Opius och familjen bracksteklar. Inga underarter finns listade i Catalogue of Life.